# Scheffau am Wilden Kaiser
Scheffau am Wilden Kaiser is een gemeente in de Oostenrijkse deelstaat Tirol, en maakt deel uit van het district Kufstein.
Scheffau am Wilden Kaiser telt 1315 inwoners.
Scheffau am Wilden Kaiser is verzusterd met de gemeente Wommelgem.
Alpbach · Angath · Angerberg · Bad Häring · Brandenberg · Breitenbach am Inn · Brixlegg · Ebbs · Ellmau · Erl · Kirchbichl · Kramsach · Kufstein · Kundl · Langkampfen · Mariastein · Münster · Niederndorf · Niederndorferberg · Radfeld · Rattenberg · Reith im Alpbachtal · Rettenschöss · Scheffau am Wilden Kaiser · Schwoich · Söll · Thiersee · Walchsee · Wildschönau · Wörgl
- Gemeinsame Normdatei: 16105521-7
- Virtual International Authority File: 169370863